# Sobradinho EC
Sobradinho Esporte Clube – brazylijski klub piłkarski mający siedzibą w Sobradinho, leżącym w obrębie zespołu miejskiego miasta Brasília (Dystrykt Federalny).

## Osiągnięcia
- Mistrz Dystryktu Federalnego (Campeonato Brasiliense) (2): 1985, 1986
- Wicemistrz Dystryktu Federalnego (3): 1984, 1989, 1994

## Historia
Sobradinho założony został 1 stycznia 1975. Na swoim koncie ma występy w pierwszej lidze (Campeonato Brasileiro Série A) w 1985 i 1986 oraz w drugiej lidze brazylijskiej (Campeonato Brasileiro Série B) w 2003. Obecnie gra w trzeciej lidze Dyskrytku Federalnego Campeonato Brasiliense.